# Leptochiton bedullii
Leptochiton bedullii is een keverslakkensoort uit de familie van de Leptochitonidae. De wetenschappelijke naam van de soort is voor het eerst geldig gepubliceerd in 1986 door Dell'Angelo & Palazzi.